# Cottown School
Die Cottown School ist ein ehemaliges Schulgebäude in dem schottischen Weiler Cottown in der Council Area Perth and Kinross. 1971 wurde das Bauwerk in die schottischen Denkmallisten in der höchsten Denkmalkategorie A aufgenommen.

## Geschichte
Das Schulgebäude wurde um 1745 errichtet. Es war bis 1985 in Nutzung. Seitdem steht die Cotown School leer. Im Jahre 1991 wurde das Gebäude in das Register gefährdeter denkmalgeschützter Bauwerke in Schottland aufgenommen. 2014 wurde sein Zustand als schlecht bei gleichzeitig geringer Gefährdung eingestuft. Es befindet sich im Besitz des National Trust for Scotland. In den 1990er Jahren wurden verschiedene substanzerhaltende Maßnahmen ausgeführt. In die Wände ziehende Feuchtigkeit sowie ein dichter Bewuchs wurden als die vordringlichsten Probleme beschrieben. Im Zuge einer umfassenden bauarchäologischen Untersuchung standen Teile des Gebäudes nach einem Starkregen unter Wasser.

## Beschreibung
Die Cottown School steht inmitten des Weilers Cottown wenige hundert Meter westlich von St Madoes. Sie gehört zu den wenigen erhaltenen aus Lehm erbauten Gebäuden der Region. Das einstöckige Gebäude schließt mit einem reetgedeckten Dach. Das Klassenzimmer befand sich an der Ostseite.